# Aéroport de Colville Lake-Tommy Kochon
L'aéroport de Colville Lake-Tommy Kochon  est un aéroport dans les Territoires du Nord-Ouest, au Canada.

## Compagnies et destinations
| Compagnies           | Destinations                              |
| -------------------- | ----------------------------------------- |
| North-Wright Airways | Fort Good Hope, Norman Wells, Yellowknife |

Édité le 20/05/2025